# Лаура Берналь (тенісистка)
Лаура Берналь (ісп. Laura Bernal; нар. 27 січня 1978) — колишня парагвайська тенісистка.
Найвищу одиночну позицію світового рейтингу — 478 місце досягла 28 вересня 1998, парну — 287 місце — 9 листопада 1998 року.
Здобула 1 одиночний та 3 парні титули.

## Фінали ITF

### Одиночний розряд (1–0)
| Результат | Ранг | Дата            | Турнір              | Покриття | Суперниця   | Рахунок  |
| --------- | ---- | --------------- | ------------------- | -------- | ----------- | -------- |
| Перемога  | 1.   | 14 вересня 1998 | ITF Ла-Пас, Болівія | Ґрунт    | Елга Віейра | 6–4, 6–2 |

### Парний розряд (3–4)
| Результат | Ранг | Дата              | Турнір                  | Покриття | Партнерка       | Суперниці                              | Рахунок          |
| --------- | ---- | ----------------- | ----------------------- | -------- | --------------- | -------------------------------------- | ---------------- |
| Поразка   | 1.   | 9 жовтня 1995     | ITF Ла-Пас, Болівія     | Ґрунт    | Паула Раседо    | Марія-Фарнес Капістрано Лінда Янссон   | 5–7, 2–6         |
| Поразка   | 2.   | 6 жовтня 1997     | ITF Монтевідео, Уругвай | Ґрунт    | Ванесса Менга   | Моніка Машталіржова Паула Раседо       | 1–6, 6–4, 4–6    |
| Перемога  | 1.   | 9 листопада 1997  | ITF Сузану, Бразилія    | Ґрунт    | Ларісса Шерер   | Кончіта Мартінес Гранадос Хісела Рієра | 3–6, 6–3, 7–6    |
| Перемога  | 2.   | 14 вересня 1998   | ITF Ла-Пас, Болівія     | Ґрунт    | Даніела Олівера | Каталіна Кастаньйо Carolina Mayorga    | 7–5, 6–7(5), 6–1 |
| Перемога  | 3.   | 12 жовтня 1998    | ITF Асунсьйон, Парагвай | Ґрунт    | Ларісса Шерер   | Жофія Губачі Аліенор Трісеррі          | 3–6, 7–6(3), 6–4 |
| Поразка   | 3.   | 23 листопада 1998 | ITF Сан-Паулу, Бразилія | Ґрунт    | Паула Раседо    | Сілвія Урічкова Кільдін Шевальє        | 3–6, 6–7(7)      |
| Поразка   | 4.   | 4 квітня 1999     | ITF Сантьяго, Чилі      | Ґрунт    | Паула Раседо    | Хорхеліна Торті Меліса Аревало         | 4–6, 6–4, 4–6    |